# Bimaristán de Nur ad-Din
Bimaristán de Nur ad-Din (en árabe: البيمارستان النوري‎) es un gran bimaristán (del persa, «hospital») localizado en Damasco, Siria. Se encuentra situado en la zona antigua de la ciudad amurallada, al sudoeste de la Mezquita de los Omeyas.
Fue construido y bautizado con el nombre del sultán Nur al-Din de la dinastía de los zanguíes en el año 1154.
El edificio destaca sobre todo por una inusual puerta formada por una antiguo dintel y una curiosa bóveda mocárabe achatada. También es poco corriente, dentro de su estilo mesopotámico, bóvedas mocárabes sobre el vestíbulo.
El edificio fue restaurado en 1975 y en la actualidad alberga el Museo de ciencia y medicina del mundo Árabe.

## Arquitectura
El edificio es de tipo iraquí con una disposición simétrica de cuatro iwán en torno a un patio central, pero pese a todo, el edificio se adapta totalmente a la cultura constructiva de Damasco y tanto es así que las piedras de un antiguo templo cercano se reutilizaron para la construcción del bimaristán.